# عنكبوت نملي
العنكبوت النملي (الاسم العلمي: Myrmarachne)، جنس عناكب من الكائنات المحاكية للنمل من فصيلة عنكبوت القافز والتي تم وصفها لأول مرة بواسطة S. S. MacLeay في عام 1839.